# Magyarszerdahely
Magyarszerdahely is een plaats (község) en gemeente in het Hongaarse comitaat Zala. Magyarszerdahely telt 561 inwoners (2001).